# Ładunek (nabój)

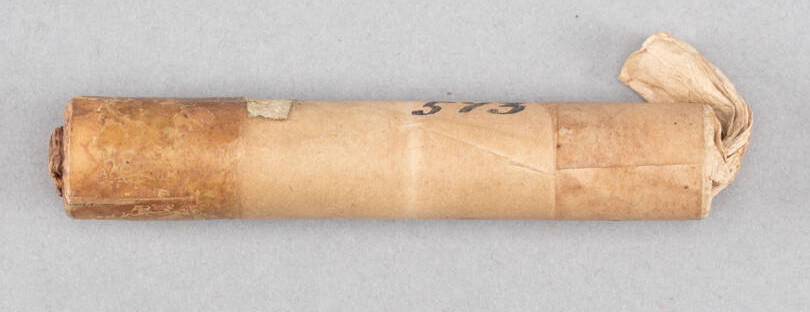
Ładunek (patron) do karabinu Enfield P1853

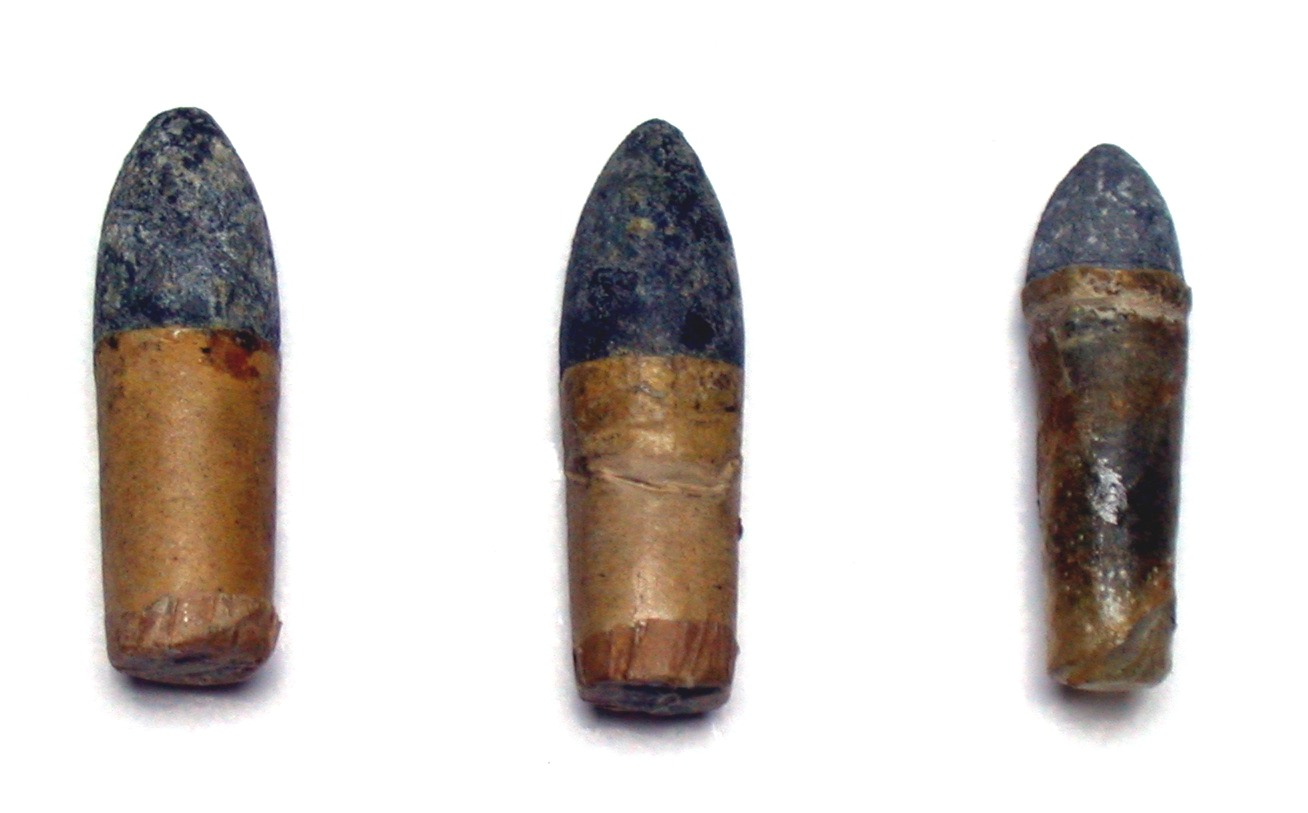
Ładunki (patrony) do rewolwerów kapiszonowych (połowa XIX w.)

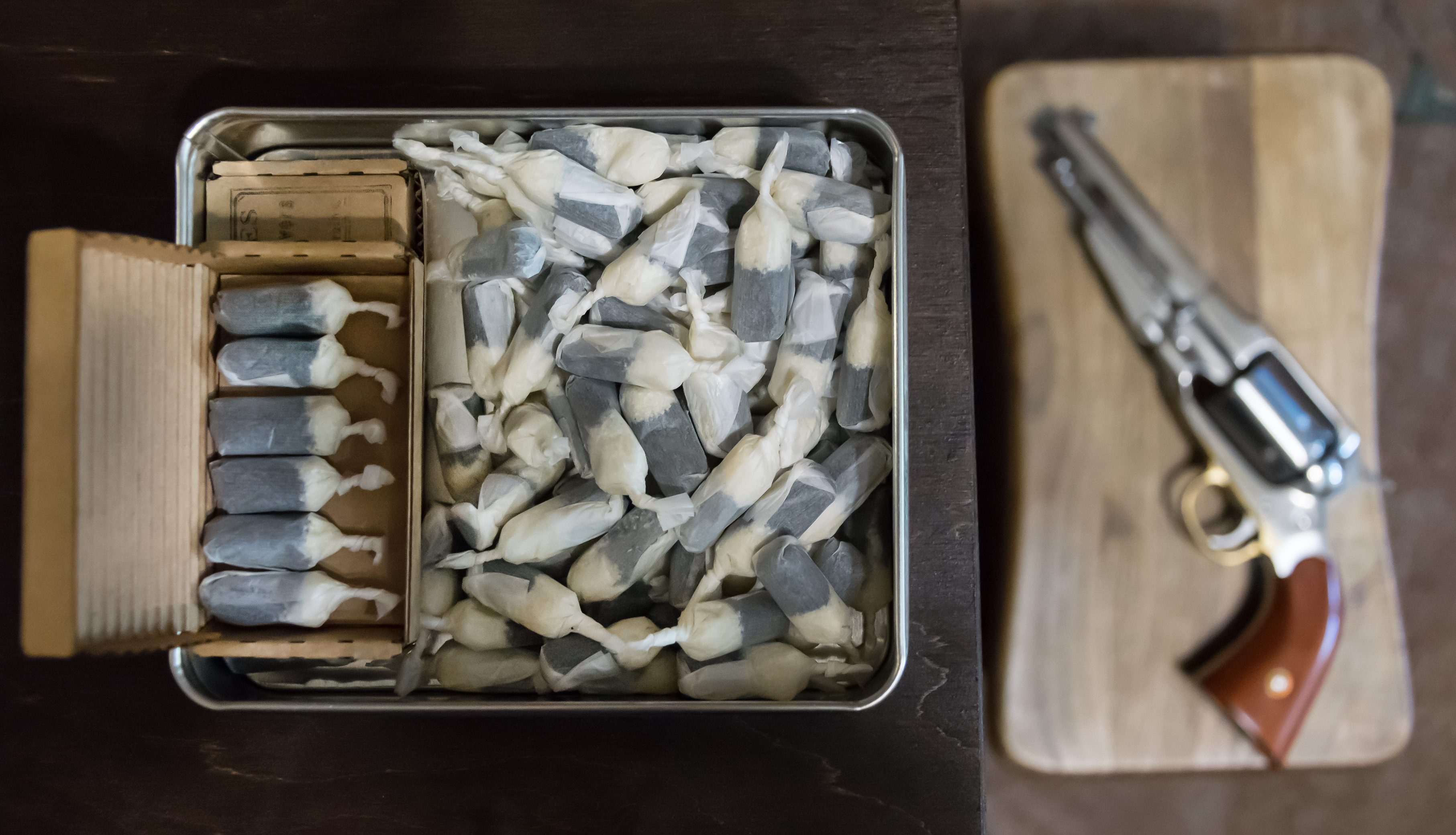
Współczesne ładunki (bez pocisków) do broni czarnoprochowej kalibru .44

Ładunek (także: patron od niem. patrone) – rodzaj naboju zaprojektowanego do usprawnienia rozdzielnego ładowania ręcznej broni odprzodowej. Stosowany od XVII do połowy XIX w., wyparty przez naboje zespolone.

## Charakterystyka
Ładunek (patron) stanowił papierową tuleję wypełnioną porcją czarnego prochu wraz z pociskiem. Ładując broń, strzelec rozdzierał spód pakietu wysypując z niego niewielką ilość prochu na panewkę (co zastąpiono z czasem kapiszonami), następnie wsypywał jego resztę do lufy, po czym wsuwał do niej pocisk wraz ze zmiętą papierową tuleją i ubijał wszystko stemplem.
Ładunek w formie gotowego pakietu znacząco usprawniał ładowanie broni odprzodowej, redukując ilość czynności koniecznych przy tym procesie. Papierowa tuleja pełniła podwójną funkcję, będąc zarówno pojemnikiem dla odmierzonej porcji prochu (zastępując prochownicę) oraz rozdzielając ładunek miotający od pocisku i utrzymując podkalibrowy pocisk w lufie (zastępując równocześnie przybitkę i flejtuch). Początkowo wiązało się to jednak z większymi kosztami ze względu na wykorzystywanie stosunkowo drogiego papieru czerpanego. Zapas gotowych ładunków przechowywany był w ładownicach, stanowiących element wyposażenia pojedynczych strzelców.

## Historia
W Europie pierwsze odnotowane wprowadzenie ładunków na wyposażenie wojska miało miejsce w Polsce za sprawą reformy piechoty wybranieckiej za czasów Stefana Batorego.
Na przełomie XVII i XVIII w. stały się już powszechnie stosowanym systemem ładowania ręcznej broni strzeleckiej aż do II połowy XIX w. gdy na popularności zaczęły zyskiwać nowocześniejsze i praktyczniejsze naboje zespolone.

## Literatura
- Roman Matuszewski: Muszkiety, arkebuzy, karabiny.... Warszawa: Rytm, 2000. ISBN 83-87893-69-2. Brak numerów stron w książce
- Marian Maciejewski: Broń palna wojsk polskich 1797-1831. Wrocław: Ossolineum, 1980, s. 165. ISBN 83-04-00440-2.
- Regulamen musztry dla piechoty Woyska Polskiego, przełożony z francuskiego na polskie [przekład francuskiego regulaminu z 1791 przez Cypriana Godebskiego. Jasna Góra: 1807 (reprint 2000 ?). Brak numerów stron w książce